# سيفيكوس
سيفيكوس هي منظمة دولية غير ربحيّة، تصفُ نفسها بأنّها تحالف عالمي مكرس لتعزيز عمل المواطنين داخلَ المُجتمع المدني في جميع أنحاء العالم. تأسست المُنظمّة في عام 1993، وتضمّ أعضاء في أكثر من 145 بلدا في حين تتخدُ من مدينة جوهانسبرغ مقرًا لها، بالاضافة إلى مكاتب أو فروع في لندن وجنيف ونيويورك.

## التاريخ
في عام 1991؛ اجتمعَ قادةُ 20 منظمة غير حكومية لمناقشةا كيفية دعم المواطنين داخلَ مجتمعاتهم وتمكينهم من المُشاركة في صنع القرارات الحكومية. تُوّجَ هذا الاجتماع بالإعلان عن تأسيس منظمّة سيفيكوس في عام 1993 والتي وضعت خارطة طريقٍ واضحة لدعمِ المجتمعات.

## الرسالة والقيم
تعملُ المنظمة على حماية حقوق المدنيين وتُحاول أن توفر لهم مساحةً للتعبيرِ عن أنفسهم داخل مجتمعاتهم أو خارجها. تُركّز المنظمة بالخصوصِ على المناطق التشاركية الديمقراطية كما تدعو إلى حرية تكوين الجمعيات في البلدان الدكتاتورية نوعًا ما. بشكلٍ عام؛ تقوم منظمة سيفيكوس على عددٍ من المبادئ المركزيّة لعلّ أبرزها العدل والمساواة حيثُ تدعو إلى ممارسة المواطنين لحقوقهم كافّة كما هو محدد في الإعلان العالمي لحقوق الإنسان.

## الأنشطة
من أجلِ خدمة رسالتها؛ تُركّز المنظمة علَى النّقاط التالية:
- تقرير حالة المجتمع المدني: تقومُ المنظمة بشكل دوري بتقييم حالة المجتمع المدني في كلّ دولة من خِلال الاعتماد على عددٍ منَ البيانات بما في ذلكَ التشريعات التي تُصدرها الحكومة ومدى تأثيرها على الحريات المدنية.[10]
- الجمعية العالمية: هوَ مؤتمر دولي نصف سنوي يضمّ عددًا من النشطاء في مُختلف المجالات وممثلي المنظمات غير الحكومية. خلال مؤتمر عام 2014؛ شاركَ نشطاء من أكثر من 100 دولة في جوهانسبرغ بجنوب أفريقيا وذلكَ لغرض تبادل المعلومات والتركيز على القضايا الناشئة التي تؤثر على المجتمع المدني.[11]
- المؤشر المدني: هو مشروع بحثي يُقيّم حالةَ المجتمع المدني في مختلف البلدان.[12]
- مراقبة المجتمع المدني: هو مشروع يبحثُ عن الحلول في الحالات التي يكونُ فيها تهديد صريح للحريات الأساسية المُبيّنة في المادة 21 من الإعلان العالمي لحقوق الإنسان والتي تنصّ عل: لكل شخص الحق في حرية التجمع السلمي وتكوين الجمعيات.
- مؤشر البيئة المواتية: هو مؤشر لدراسة الأوضاع داخل المجتمع المدني من خِلال الاعتماد على بيانات إحصائية في أكثر من 100 دولة.[13]
- الأسبوع الدولي للمجتمع المدني: هو تجمع عالمي يهدفُ لمناقشة وضعيّة حقوق الإنسان وإيجاد حلول مشتركة من خلال عقد شراكات بينَ عددٍ من المنظمات إلى جانبِ تبادل الأفكار والتجارب وكذَا تحفيز التغيير الاجتماعي الإيجابي.[14]

## الهيكل
تضمّ المنظمة ما يقرب من 30 عضوًا بقيادة الدكتور دانانجايان سريسكاندراجاه الذي أصبح الأمين العام في كانون الثاني/يناير 2013.

### فريق العمل الشبابي
يعملُ فريق العمل الشبابي داخلَ المنظمة على تعميم العمل الشبابي من خِلال نصرة الشباب ودعمهم للمشاركة في المجتمع فضلًا عن التعريف بالقضايا الاستراتيجية والإشارة للمقترحات التي ينبغي النظر فيها من ضمنِ الأولويات.

### كبار المسؤولين التنفيذيين
- كونمي نايدو
- إنغريد سيرناث
- كاتسوجي إماتا (الرئيس التنفيذي بالإنابة)

### التمويل
تتلقى المنظمة التمويلَ من مصادر متعددة بما في ذلك الشركات المُموّلة إلى جانبِ الاشتراكات الفردية ورسوم العضوية ورسوم التسجيل في الجمعية. حسبَ كشف عام 2013/2014؛ فقد تلقت المنظمة تمويلًا بلغَ نحو 3.5 مليون دولار أمريكي؛ معَ إسهامات بارزة من وزارة الشؤون الخارجية في أيرلندا وفريدم هاوس وكذَا المفوضية الأوروبية.

## تواريخ مُهمّة
منذ إنشائها في عام 1993؛ نظمت منظمة سيفيكوس عددًا من اللقاءات والأنشطة أهمّها:
- 1994: إصدار أول تقارير إقليمي حولَ المجتمع المدني.
- 1995: عقد الجمعية العالمية الأولى في مدينة مكسيكو؛[18] حيثُ شاركت فيها 10 جمعيات عالميّة وحضرها الآلاف من النشطاء لمناقشة واتخاذ إجراءات بشأن أهم القضايا الملحة التي تؤثر في المجتمع المدني.
- 2000: كومي نايدو ينضمّ لمنظمة سيفيكوس في منصب الأمين العام.
- 2001-2002: المرحلة التجريبية مما يُعرف بمؤشر المجتمع المدني حيثُ شهدت هذهِ المرحلة جمع البيانات من حوالي 75 دولة.[19]
- 2003: نقل مقر الجمعيّة من واشنطن إلى جوهانسبرغ في جنوب أفريقيا.
- 2004: إطلاق النداء العالمي للعمل ضد الفقر داخلَ المُجتمعات.
- 2011: إصدار تقرير شامل ومُفصّل حولَ وضعية المجتمعات المدنية معَ مطالبة الحكومات بسنّ عددٍ من التشريعات للارتقاء بالحريات المدنيّة.